# استفان بي. زابو
استفان بي. زابو (بالمجرية: P. Szabó István) (و. 1972  م) هو مخرج أفلام، ومنتج أفلام، ومصمم رقص، وكاتب سيناريو مجري، ولد في سولنوك.

## وصلات خارجية
- استفان بي. زابو على موقع IMDb (الإنجليزية)
- استفان بي. زابو على موقع قاعدة بيانات الفيلم (الإنجليزية)
- استفان بي. زابو على موقع كينوبويسك (الروسية)
- استفان بي. زابو في قاعدة بيانات الأفلام على الإنترنت